# مهرماه خانم عصمت‌السلطنه
مهرماه خانم عصمت‌السلطنه شاهزاده قاجار و سفرنامه‌نویس، دختر فرهاد میرزا معتمدالدوله از بطن جهان‌آرا خانم دختر محمدعلی میرزا دولتشاه بود.
محمدشاه که در اواخر عمر نسبت به فرهاد میرزا کمال محبت را داشت، برای آن که برای پسر محبوب خود عباس میرزا ملک‌آرا، که معروف بود رقیب ناصرالدین میرزا برای جانشینی شاه است، حامی‌ای در خانواده سلطنت ترتیب دهد، مهرماه خانم را به نامزدی مُلک‌آرا درآورد. اما با فوت محمدشاه در ششم شوال ۱۲۶۴ قمری و آغاز سلطنت ناصرالدین شاه، ملک‌آرا به عتبات عالیات تبعید شد و این ازدواج محقق نگردید.
مهرماه در جوانی با میرزا محمد قوام‌الدوله آشتیانی که چندین سال از او بزرگتر بود، ازدواج کرد. حاصل این ازدواج دو فرزند بود. پس از فوت قوام‌الدوله در سال ۱۲۹۰ قمری، مهرماه خانم به ازدواج پسرعموی او میرزا موسی وزیرلشکر آشتیانی درآمد. او در سال ۱۲۹۷ قمری راهی سفر حج شد که ده ماه به طول انجامید و سفرنامه عصمت‌السلطنه ارمغان همین مسافرت است. در زمان بازگشت مهرماه خانم به تهران، دو ماه از فوت وزیرلشکر می‌گذشت. حاصل ازدواج مهرماه خانم با وزیرلشکر پسری به نام موسی مشیراکرم بود. مهرماه خانم پس از مدت کوتاهی با نصیرالدوله ازدواج کرد، اما از او فرزندی نیافت. او پس از فوت نصیرالدوله در ۱۳۰۴ قمری، با حسین خان حسام‌الملک، حاکم همدان ازدواج کرد، ولی طولی نکشید که حسام‌الملک نیز درگذشت و مهرماه خانم باردیگر بیوه شد.
او در محرم سال ۱۳۰۳ قمری عصمت‌السلطنه لقب گرفت. او سرانجام در رمضان سال ۱۳۳۶ قمری درگذشت.
مهرماه خانم از ارث سرشار قوام‌الدوله صاحب مزرعه مقصودآباد (بهشت زهرای فعلی) و خانه‌ی شهری قوام‌الدوله شد. این خانه وسیع به تدریج تفکیک شد و بخش‌هایی از آن که باقی مانده است به نام‌های خانه قوام الدوله (وثوق)، خانه فیض (عصمت السلطنه) و حمام قوام‌الدوله در فهرست آثار ملی ایران به ثبت رسیده است.

## فرزندان
| ردیف | نام                    | تولد/وفات | نام پدر    | یادداشت‌ها                                                             |
| ---- | ---------------------- | --------- | ---------- | --------------------------------------------------------------------- |
| ۱    | محمدتقی خان معتضدالملک |           | قوام‌الدوله | پیشخدمت خاصه ناصرالدین‌شاه با دختر عبدالوهاب خان نظام‌الملک ازدواج کرد. |
| ۲    | مصطفی‌خان عظیم‌الدوله    |           | قوام‌الدوله |                                                                       |
| ۳    | موسی مشیراکرم          |           | وزیرلشکر   |                                                                       |